# Losenburg (Velbert)
Velbert-Losenburg oder auch Losenburg/Plätzchen ist ein Stadtteil von Velbert. Dort leben heute 5236 Menschen. Der Stadtteil ist vor allem durch Ein- und Mehrfamilienhäuser geprägt und weist nur vereinzelt Hochhäuser auf.

## Geografische Beschreibung
Geografisch wird Velbert-Losenburg durch Heiligenhaus-Tüschen im Westen, die Krehwinkler Höfe im Süden, Langenhorst im Nordosten, Essen-Oefte im Nordwesten und Friedfeld im Osten begrenzt.

## Geschichte und Namensübertragung
Der Name Losenburg geht auf eine Hofstelle am äußersten nordwestlichen Rand des Stadtteils zurück, welche in der Honschaft Krehwinkel lag. Diesen Namen übernahm der Stadtteil seit der großen Neubauerweiterung in den 1970er bis 1990er Jahren. Die Krehwinkler Höfe waren im Tal des Rinderbachs (damals Uellenbeek) weilerartig verdichtet. 
Um die 1890er Jahre wurde an der Landstraße nach Werden mit dem Bau einiger weniger Mietshäuser am Losenburger Weg begonnen. In den 1930er Jahren erfolgte der Bau einer kleinen Siedlung am Borkhorster Weg. Damals hieß der Stadtteil Plätzchen.
Die Wohnbebauung am Plätzchen wurde nach dem Krieg erweitert und es kam zum Zuzug zahlreicher Flüchtlinge. 
Mit dem Bau des Klinikum Niederberg ab 1973 erfolgte die erhebliche Erweiterung des Stadtteils und die Einführung des Namens Losenburg (heute gelegentlich auch noch Velbert-Nord oder Losenburg-Plätzchen genannt).
Der Weiler Krehwinkler Höfe ist bis auf ein Wohnhaus abgebrochen worden und als Ortsteil nicht mehr geläufig.

## Infrastruktur

### Straßenverkehr
Der Stadtteil Losenburg wird im Süden durch die Anschlussstelle Velbert-Nord an die A44 und A535 angebunden. Auch verläuft die B224 von Velbert nach Essen.

### Busverkehr
Durch die Losenburg führen zwei Linien des Ortsbusses Velbert, die OV2 und die OV7, die den Stadtteil an die Stadtmitte und an die Stadtteile Velbert-Birth und Velbert-Nordpark einerseits und den Stadtbezirk Velbert-Langenberg andererseits anbinden. In Velbert-Langenberg ist am Bahnhof Langenberg ein Umstieg in die Linie S9 möglich.
Außerdem befahren die Buslinien SB19, 169 und 774 sowie der NE8 den Stadtteil.
| Linie | Verlauf | Takt (Mo–Fr)                                         | Betreiber                   |
| ----- | --- | ---------------------------------------------------- | --------------------------- |
| SB19  | Essen Hbf – Werdener Markt – Essen-Heidhausen – Velbert-Losenburg Kettwiger Str. – Velbert ZOB – Am Berg – Heiligenhaus Rathaus Fahrten, die am ZOB Velbert enden, werden als Linie SB66 bis Wuppertal Hbf durchgebunden.                                                                    | 30 min (Essen–Velbert) 60 min (Velbert–Heiligenhaus) | DB Rheinlandbus / Rheinbahn |
| 169   | Essen-Margarethenhöhe – Friedhof Bredeney – Bredeney – Werden – Werdener Markt – Heidhausen – Essen, Grenze Heidhausen – Velbert-Losenburg Kettwiger Str. – Velbert Unterstadt – Velbert ZOB                                                                                                 | 20 min                                               | Ruhrbahn / Rheinbahn        |
| 774   | Essen, Kettwiger Markt – Ringstraße (Kettwig , 550 m) – Kettwig vor der Brücke – Heiligenhaus-Isenbügel Süd, Talburg → Unterstadt ← Höseler Platz → In der Blume/Stadtmitte ← Heiligenhaus, Rathaus → Abtskücher Straße ← Ehemannshof – Abtsküche – Velbert, Losenburg – Klinikum Niederberg |                                                      |                             |
| NE8   | Essen Hbf – Philharmonie – Rüttenscheider Stern – Rüttenscheid Martinstraße – Florastraße – Bredeney – Werden – Werdener Markt – Essen-Heidhausen – Velbert-Losenburg Klinikum Niederberg – Birth – Am Berg – Velbert ZOB                                                                    | 60 min                                               | Ruhrbahn / Rheinbahn        |